# Pavel Rušt
Pavel Rušt, partizansko ime Paule, kmet in partizan, * 9. januar 1909, Gradišče pri Vipavi, Avstro-Ogrska, † 26. junij 1942, Forte Bravetta pri Rimu, Kraljevina Italija.
Rodil se je v družini malega kmeta Franca in gospodinje Marije Rušt, rojene Petrič. Imel je sestro in več bratov, družina je živela v veliki revščini. Ljudsko šolo je končal v Vipavi. Po šoli je ostal doma na kmetiji, delal je kot dninar na večjih kmetijah v Vipavski dolini. Na Nanosu si je služil kruh kot pastir in se preživljal tudi z drugimi priložnostnimi deli. Bil je srednje postave, miren, redkobeseden. Redni vojaški rok je služil 18 mesecev v letih 1928 in 1929 v Neaplju. Že pred drugo svetovno vojno sta mu umrla starša, bratje so emigrirali v Belgijo, kjer so delali kot rudarji. Redne službe ni dobil, saj so bile te rezervirane za člane fašistične stranke. Ob napadu Italije na Jugoslavijo leta 1941 je bil za kratek čas vpoklican kot rezervist. Leta 1941 je bil zaprt za tri mesece, ker so ga ujeli pri ilegalni žganjekuhi. 
Leta 1941 se je pridružil partizanom in se tako izognil mobilizaciji v italijansko vojsko, kamor je bil vpoklican v začetku leta 1942, in sicer bi se moral zglasiti v enoti v Vicenzi. Bil je pripadnik pivške partizanske čete, sodeloval je že v njenih prvih vojaških akcijah. Njegova skupina je v začetku leta 1942 na železniški postaji v Štanjelu pri predoru odtujila italijanskim stražarjem težki mitraljez S. I. A., s katerim je kasneje upravljal on. V akcijah se je izkazal kot hraber borec in goreč antifašist, aprila 1942 je postal desetnik v pivški četi. Ker se je četi pridružilo več novih upornikov, predvsem dezerterjev iz italijanske vojske ter tudi Špacapanova četa iz Ljubljane, se je enota preoblikovala v polbataljon v okolici Ostrožnega Brda v Brkinih. Izvedli so prve večje akcije. Italijanske oblasti so začele s povračilnimi ukrepi, zato so se umaknili na Nanos, kamor jih je vodil Rušt.  
Po izdaji so jih 18. aprila 1942 napadle italijanske oborožene sile. Razvil se je hud spopad, v literaturi znan kot nanoška bitka na kotah 887, 837 in 866 na relaciji Piženti-Tura. Rušt je s svojimi soborci iz pivške čete branil vrh skalnate vzpetine na Lipah (kota 887). Italijanske sile so zaradi velike premoči v oborožitvi in vojaštvu razbile polbataljon. Preživeli borci so se že kmalu po začetku spopada umikali posamezno ali v manjših skupinah. Rušt, ki je vztrajal z manjšo skupinico tovarišev, se je bil primoran umakniti na koto 837 (s toponimom Boben) in tod z mitraljezom odbil štirinajst italijanskih jurišev, kar je omogočilo nekaterim umikajočim upornikom preživetje. Ob koncu spopada, ko mu je zmanjkalo streliva, se je tudi sam z manjšo skupino partizanov umaknil z bojišča, a so kmalu padli v zasedo. Skril se je v manjšo jamo, a ga je skupina bersaljerjev našla, pri čemer je prišlo do spopada. Nazaj je metal ročne bombe, ki so jih italijanski vojaki metali v njegov zaklon. Pri tem je utrpel hude rane na rokah ter bil ranjen s strelnim orožjem v obe rami. Italijanski vojaki so ga zajeli, odpeljali k zavetišču Abram, v vojašnico v Vipavo ter v vojaško bolnišnico v Gorici. Tam so mu amputirali levo roko pri komolcu. 
Zaprt je bil v Gorici in v Rimu v zaporu Regina Coeli. Na zaslišanjih in sodišču ni odgovarjal, zato so ga preiskovalci ocenili zelo negativno. Večkrat je bil pretepen in mučen. Posebno sodišče za zaščito države ga je skupaj s še drugimi ujetimi partizani 25. junija 1942 obsodilo na smrt. Naslednji dan so ga skupaj s še osmimi obsojenci okoli šeste ure ustrelili v trdnjavi Forte Bravetta v Rimu. Na spomeniku, ki stoji na kraju usmrtitve, slovenske žrtve niso navedene.  Spominska plošča ustreljenim se nahaja na pokopališču Flaminio, čeprav so pokopani na pokopališču Verano; postavila sta jo 27. 6. 2012 veleposlaništvo RS v Rimu in Zveza borcev. Na Gradišču je njegovo ime vklesano na spomeniku skupaj z ostalimi padlimi domačini. Po njem se imenuje trg v Vipavi, v preteklosti je bil po njemu imenovan tudi zavod za invalidno mladino v Vipavi. Njegovo uporništvo proti fašizmu in zatiranju slovenskega naroda na Primorskem ter njegov nepopustljiv boj na Nanosu, še posebej pa njegovo trpljenje po zajetju so med lokalnim prebivalstvom postali legendarni.  